# Джамия на шейх Лотфолах
Джамията на шейх Лотфолах (на персийски: مسجد شیخ لطف‌الله, латинска транскрипция: Masjed-e Sheykh Lotfollah) е джамия в Исфахан, в източния край на площада Нагш-е Джахан.
Тя е сред най-ярките паметници на иранската архитетура по време на Сефевидите. Строежът ѝ отнема 17 години (1602 - 1619) по заповед на шах Абас I Велики. Архитект е Мохамед Реза Исфахани.